# Dalian Professional FC
Dalian Professional Football Club és un club de futbol professional de Dalian, Liaoning que participa en la Superlliga xinesa. L'equip té la seu al Dalian Sports Center Stadium, un estadi amb capacitat per 61.000 espectadors.
El club es fundà el 20 de setembre de 2009 pel Dalian Aerbin Group i començà jugant a la tercera divisió del futbol professional xinès: la China League Two. Després de guanyar dos títols de lliga consecutius, l'aleshores anomenat Dalian Yifang pujà a la primera divisió el 2012, on quedà en cinquena posició.
Rafael Benítez és l'entrenador del Dalian Pro des de l'1 de juliol de 2019.
Evolució del nom:
- 2009–2015: Dalian Aerbin Football Club
- 2016–2020: Dalian Yifang Football Club
- 2020–avui: Dalian Professional Football Club

## Palmarès
- Segona divisió de la Xina:[3]
  - 2011, 2017

- Tercera divisió de la Xina:
  - 2010